# テレどーも!
『テレどーも!』は、NHK Eテレで放送されていた教育エンターテインメント番組。

## 概要
東京のスタジオと地方の会場をリモートで結んで楽しく遊ぶ公開収録番組。
新型コロナウイルスの感染拡大が続く中、公開収録の新たな試みとして、2021年にパイロット版の位置づけで1回制作。2022年度にも特集番組として数回制作されており、2023年度からは月1回のレギュラー番組として編成される。レギュラー化に伴い、従来の地方会場と中継を結んでの公開収録のほか、2023年度は公開収録のない時期に『オハ! よ〜いどん』と同様の形式で全国の視聴者の家庭とリモートで結んでの収録も行われた。
尤も、本番組のレギュラー放送が開始された頃には、新型コロナウイルスに対する制限が緩和され、Eテレにおける既存の各種公開収録番組も通常通りの収録体制へ復していった。2025年度は本番組相当枠に『Eテレタイムマシン』が枠移動することが決まっており、本番組は2025年3月をもって終了となり、特集番組時代も含めて3年強の放送に幕を閉じた。

## 放送時間
- 本放送 毎月第2火曜日 16:10 - 16:40（JST）
- 再放送 本放送後直近の土曜日 12:00 - 12:30（JST）

## レギュラー出演者
いずれも東京のスタジオから出演。地方会場の現地進行は毎回異なるお笑い芸人（現地出身の芸人が多い）が務めた。

### MC
- 小野あつこ

2022年の北海道札幌市の回から出演。2021年のパイロット版（大阪府堺市）では、横山だいすけがこの役回りを務めた。

### キャラクター
たーちゃん、うさじいについてはどーもくんを参照
- どーもくん
- うさじい
- たーちゃん
- ななみちゃん

## 収録・放送履歴

### レギュラー化以前
| 収録日         | 放送日                       | 収録地       | 収録会場                               | 会場進行             |
| -------------- | ---------------------------- | ------------ | -------------------------------------- | -------------------- |
| 2021年11月20日 | 2021年12月28日 9:40 - 10:10  | 大阪府堺市   | 堺市民芸術文化ホール（フェニーチェ堺） | ラニーノーズ         |
| 2022年8月20日  | 2022年9月24日 14:30 - 15:00  | 北海道札幌市 | 札幌市南区民センター                   | トム・ブラウン       |
| 2022年11月6日  | 2022年12月17日 16:30 - 17:00 | 富山県魚津市 | 新川文化ホール                         | クマムシ             |
| 2022年12月18日 | 2023年1月21日 15:30 - 16:00  | 新潟県五泉市 | ラポルテ五泉                           | タイムマシーン3号    |
| 2023年2月5日   | 2023年3月18日 14:10 - 14:40  | 香川県三豊市 | 三豊市文化会館（マリンウェーブ）       | 八木真澄（サバンナ） |

### レギュラー化以降
| 収録日         | 放送日         | 収録地                                                                                 | 収録会場                                                                               | 会場進行                                                                               |
| -------------- | -------------- | -------------------------------------------------------------------------------------- | -------------------------------------------------------------------------------------- | -------------------------------------------------------------------------------------- |
| 2023年5月13日  | 2023年6月13日  | 沖縄県名護市                                                                           | 名護市民会館                                                                           | 初恋クロマニヨン                                                                       |
| 2023年6月24日  | 2023年7月11日  | 奈良県吉野郡大淀町                                                                     | 大淀町文化会館                                                                         | 西代洋（ミサイルマン）、田津原理音                                                     |
| 2023年7月23日  | 2023年9月12日  | （一般視聴者の家庭とリモートで結び「3家族とホームパーティー」として放送）              | （一般視聴者の家庭とリモートで結び「3家族とホームパーティー」として放送）              | （一般視聴者の家庭とリモートで結び「3家族とホームパーティー」として放送）              |
| 2023年9月10日  | 2023年10月10日 | （一般視聴者の家庭とリモートで結び「ファンミーティングその1」として放送）              | （一般視聴者の家庭とリモートで結び「ファンミーティングその1」として放送）              | （一般視聴者の家庭とリモートで結び「ファンミーティングその1」として放送）              |
| 2023年10月1日  | 2023年11月14日 | 岩手県陸前高田市                                                                       | 陸前高田市民文化会館                                                                   | 阿佐ヶ谷姉妹                                                                           |
| 2023年11月19日 | 2023年12月12日 | （一般視聴者の家庭とリモートで結び「ファンミーティングその2」として放送）              | （一般視聴者の家庭とリモートで結び「ファンミーティングその2」として放送）              | （一般視聴者の家庭とリモートで結び「ファンミーティングその2」として放送）              |
| 2023年12月23日 | 2024年1月16日  | 鳥取県米子市                                                                           | 米子市淀江文化センター                                                                 | ANZEN漫才                                                                              |
| 2024年1月27日  | 2024年2月13日  | 北海道紋別郡遠軽町                                                                     | 遠軽町芸術文化交流プラザ                                                               | コロネケン                                                                             |
| 2024年2月14日  | 2024年3月12日  | 長崎県島原市                                                                           | 島原有明総合文化会館                                                                   | 波田陽区                                                                               |
| 2024年4月20日  | 2024年5月14日  | 鹿児島県阿久根市                                                                       | 阿久根市民交流センター                                                                 | ゴリけん                                                                               |
| 2024年5月26日  | 2024年6月11日  | 滋賀県高島市                                                                           | 高島市民会館                                                                           | ラニーノーズ                                                                           |
| 2024年6月15日  | 2024年7月9日   | 愛媛県上浮穴郡久万高原町                                                               | 久万高原町産業文化会館                                                                 | オジンオズボーン篠宮暁                                                                 |
| （非公開）     | 2024年9月10日  | （「運動会スペシャル」と題し非公開形式で放送。ゲスト：3時のヒロイン）                  | （「運動会スペシャル」と題し非公開形式で放送。ゲスト：3時のヒロイン）                  | （「運動会スペシャル」と題し非公開形式で放送。ゲスト：3時のヒロイン）                  |
| 2024年9月7日   | 2024年10月8日  | 富山県中新川郡上市町                                                                   | 北アルプス文化センター                                                                 | インポッシブル                                                                         |
| 2024年10月20日 | 2024年11月12日 | 山梨県都留市                                                                           | 都の杜うぐいすホール                                                                   | ニッチェ                                                                               |
| （非公開）     | 2024年12月10日 | （「クリスマスパーティースペシャル」と題し非公開形式で放送。ゲスト：ぱーてぃーちゃん） | （「クリスマスパーティースペシャル」と題し非公開形式で放送。ゲスト：ぱーてぃーちゃん） | （「クリスマスパーティースペシャル」と題し非公開形式で放送。ゲスト：ぱーてぃーちゃん） |
| 2024年12月22日 | 2025年1月14日  | 千葉県白井市                                                                           | 白井市文化会館                                                                         | 髭男爵                                                                                 |
| 2025年1月18日  | 2025年2月11日  | 徳島県藍住町                                                                           | 藍住町総合文化ホール                                                                   | 祇園                                                                                   |
| 2025年2月22日  | 2025年3月11日  | 広島県尾道市                                                                           | しまなみ交流館                                                                         | メンバー                                                                               |

2023年8月は第1週に特集番組が組まれた関係で『みんなDEどーもくん!』の放送を1週繰り下げたため、本番組の放送は無し。